# Liliomfélék
A liliomfélék (Liliaceae) az egyszikűek (Liliopsida) osztályában a liliomvirágúak (Liliales) rendjének egyik családja.

## Tulajdonságaik
Fajai a rend többi családjától eltérően az északi félgömbön terjedtek el. Hagymás növények; a száruk gyakran leveles. A dísznövényként kedvelt tulipán (Tulipa) fajok és -hibridek olyan allergén vegyületet tartalmaznak, amely érzékeny egyéneknél bőrkiütéseket okozhat.

## Ismertebb fajok
- Sztyepprétek védett növénye a cseh tyúktaréj (Gagea bohemica).
- Az üde erdők védett ritkasága az európai kakasmandikó (Erythronium dens-canis).
- A mocsárréteken növő mocsári kockásliliom (Fritillaria meleagris) állománya Magyarországon a folyószabályozás és a szántóföldi növénytermesztés hatására nagyon megritkult.
- A császárkorona (F. imperialis) falusi kertek kedvelt dísznövénye.
- Dísznövény a kakasmandikó (Erythronium) több faja.
- A fehér liliomot (Lilium candidum) a kereszténység a szüzesség és a tisztaság jelképének tartja; dísz- és gyógynövényként egyaránt termesztik.
- Több, más liliom is dísznövény, mint például.
  - királyliliom (L. regale),
  - tüzes liliom (L. bulbiferum),
  - tigrisliliom (L. tigrinum).
- Üde erdeinkben előfordul a védett turbánliliom (L. martagon). Ennek virágai bókolók, lepellevelei rózsaszínesek, sötét pettyesek, visszahajló csúcsúak.
- Az Európa magas hegységeiben előforduló alpesi tölcsérliliom (Paradisia liliastrum) fehér, illatos virágai laza, egyoldalú fürtvirágzatokba állnak össze. Alpesi poliploid populációi valószínűleg a pireneusi diploid populáció adaptív radiációjával keletkeztek.